# Kroměříž (stacja kolejowa)

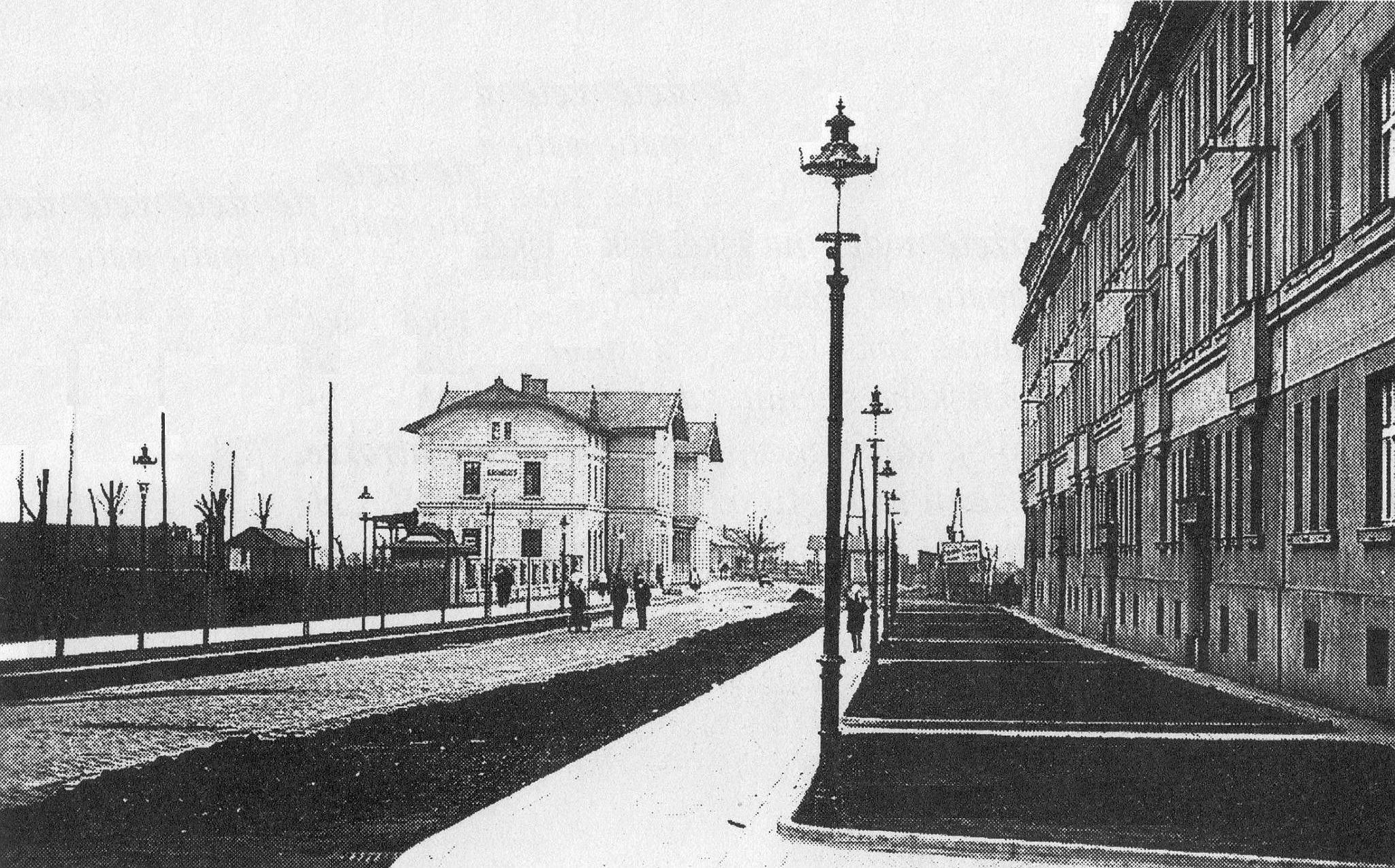
Historyczne zdjęcie stacji kolejowej

Kroměříž – stacja kolejowa w Kromieryżu, w kraju zlińskim, w Czechach. Jest ważnym węzłem kolejowym o znaczeniu regionalnym. Znajduje się na wysokości 190 m n.p.m.
Na stacji istnieje możliwość zakupu biletów na wszystkiego rodzaju pociągi oraz rezerwacji miejsc. 

## Linie kolejowe
- 303 Kojetín – Valašské Meziříčí
- 305 Kroměříž – Zborovice